# Chandrapur Bagicha
Chandrapur Bagicha là một thị trấn thống kê (census town) của quận Kamrup thuộc bang Assam, Ấn Độ.

## Nhân khẩu
Theo điều tra dân số năm 2001 của Ấn Độ, Chandrapur Bagicha có dân số 5230 người. Phái nam chiếm 55% tổng số dân và phái nữ chiếm 45%. Chandrapur Bagicha có tỷ lệ 73% biết đọc biết viết, cao hơn tỷ lệ trung bình toàn quốc là 59,5%: tỷ lệ cho phái nam là 78%, và tỷ lệ cho phái nữ là 66%. Tại Chandrapur Bagicha, 11% dân số nhỏ hơn 6 tuổi.